# 1990-Sick
1990-Sick — четвертий студійний альбом американського репера Spice 1, виданий 5 грудня 1995 р. лейблом Jive Records. Виконавчий продюсер: Чез Гейз. Бек-вокал на «Sucka Ass Niggas», «Snitch Killas»: Ент Бенкс і Gruve, на «Survival»: Девід Браун, на «Can U Feel It»: Одра Каннінгем та Рік Казінс. На «1990-Sick (Kill 'Em All)» (камео: G-Nut) і «Ain't No Love» існують відеокліпи.
Улітку 1995 репер записував платівку, ховаючись від оклендської поліції, яка отримала орден на його арешт за звинуваченням у незаконному володінні зброєю. У цей період він зняв кліп «1990-Sick (Kill 'Em All)». Spice 1 провів 2 тижні за ґратами, його звільнили через переповненість в'язниці.

## Список пісень
| #   | Назва                                          | Продюсер              | Тривалість |
| --- | ---------------------------------------------- | --------------------- | ---------- |
| 1.  | «1990-Sick (Kill 'Em All)» (з участю MC Eiht)  | Blackjack             | 4:28       |
| 2.  | «Dirty Bay»                                    | Chase                 | 4:23       |
| 3.  | «Mind of a Sick Nigga»                         | Bosko                 | 4:59       |
| 4.  | «Drama» (з участю Kokane)                      | Clint «Payback» Sands | 4:50       |
| 5.  | «Mobbin'»                                      | Blackjack             | 4:21       |
| 6.  | «Survival»                                     | Chase                 | 3:31       |
| 7.  | «Tales of the Niggas Who Got Crept On»         | Blackjack             | 4:05       |
| 8.  | «Sucka Ass Niggas» (з участю G-Nut)            | Ant Banks             | 3:20       |
| 9.  | «Faces of Death» (з участю Kokane)             | Bosko                 | 4:30       |
| 10. | «1-800 (Straight from the Pen)»                | Chase                 | 4:21       |
| 11. | «Ain't No Love» (з участю Joya)                | Chase                 | 4:19       |
| 12. | «Funky Chickens»                               | Bosko                 | 5:40       |
| 13. | «Snitch Killas»                                | Ant Banks             | 5:00       |
| 14. | «Can U Feel It?» (з участю E-40 та Young Kyoz) | Clint «Payback» Sands | 4:40       |
| 15. | «1990-Sick (Kill 'Em All)» (Original version)  | Blackjack             | 4:11       |

## Семпли
Dirty Bay
- «(Sittin' on) the Dock of the Bay» у виконанні Отіса Реддінґа

Mind of a Sick Nigga
- «Friends» у вик. Whodini

Sucka Ass Niggas
- «Sucker M.C.'s (Krush Groove 1)» у вик. Run-DMC

Snitch Killas
- «Pusherman» у вик. Кертіса Мейфілда

## Чартові позиції
Альбому
| Чарт (1995)                         | Найвища позиція |
| ----------------------------------- | --------------- |
| US Billboard 200                    | 30              |
| US Billboard Top R&B/Hip-Hop Albums | 3               |

Синглів
| Пісня                      | Чарт (1995)                        | Найвища позиція |
| -------------------------- | ---------------------------------- | --------------- |
| «1990-Sick (Kill 'Em All)» | US Billboard Hot R&B/Hip-Hop Songs | 91              |
| «1990-Sick (Kill 'Em All)» | US Billboard Rap Songs             | 18              |